# Sân bay quốc tế José María Yáñez
Sân bay quốc tế tướng José María Yáñez (IATA: GYM, ICAO: MMGM) là một sân bay quốc tế ở Guaymas, Sonora, México. Sân bay phục vụ các tuyến bay nội địa và quốc tế của thành phố Guaymas. Sân bay được đặt tên theo tướng José María Yáñez người chỉ huy chống lại đội quân có 400 người gồm: ngưới Pháp, người Đức và người Chile vào thế kỷ 19. Đơn vị vận hành là Aeropuertos y Servicios Auxiliares, một tổ chức thuộc chính phủ Mexico.

## Các hãng hàng không và tuyến bay

### Air Taxi
- Aéreo Calafia. (Cabo San Lucas, La Paz, Loreto).
- Aéreo Servicio Guerrero. (Guerrero Negro, Hermosillo, Loreto, Santa Rosalía)

### Quốc tế
- US Airways
  - US Airways Express do Mesa Airlines đảm trách (Phoenix)